# شهرستان پندر (کارولینای شمالی)
شهرستان پندر، کارولینای شمالی (به انگلیسی: Pender County, North Carolina) یک سکونتگاه مسکونی در ایالات متحده آمریکا است که در کارولینای شمالی واقع شده‌است.

## خصوصیات
شهرستان پندر ۲٬۴۱۶٫۴۷ کیلومترمربع مساحت دارد.